# المنتخب العراقي لكرة القدم الخماسية
منتخب العراق لكرة القدم الخماسية هو المنتخب الذي يمثل العراق في بطولات كرة القدم الخماسية داخل الصالات المغلقة ويحمل التسلسل 56 حسب التصنيف العالمي وقد شارك في 8 بطولات آسيوية كان أفضلها في بطولة عام 2002 إذ وصل إلى ربع النهائي.
كما شارك في بطولتي بطولات غرب آسيا لكرة قدم الصالات فحصل على لقب البطولة الثانية عام 2009 بينما حصل عام 2007 على المرتبة الثالثة في البطولة الأولى. كما شارك مرتين في البطولة العربية لكرة القدم الخماسية لكنه لم يتجاوز مرحلة المجموعات.

## نتائج الفريق

### بطولة كأس العالم لكرة القدم داخل الصالات
- 1989: لم يدخل التصفيات
- 1992: لم يدخل التصفيات
- 1996: لم يدخل التصفيات
- 2000: لم يدخل التصفيات
- 2004: لم يترشح
- 2008: لم يترشح

### بطولة آسيا لكرة القدم الخماسية
- 1999: لم يدخل
- 2000: لم يدخل
- 2001: مرحلة المجموعات
- 2002: ربع النهائي
- 2003: مرحلة المجموعات
- 2004: لم يدخل
- 2005: المركز الثاني في جولة الترضية (المركز العاشر)
- 2006: مرحلة المجموعات
- 2007: مرحلة المجموعات
- 2008: مرحلة المجموعات
- 2009: مرحلة المجموعات
- 2010: مرحلة المجموعات
- 2012: لم يدخل

### بطولة غرب آسيا لخماسي كرة القدم
- 2007: المركز الثالث
- 2009: البطل

### البطولة العربية لكرة القدم الخماسية
- 1998: لم يشارك
- 2005: مرحلة المجموعات
- 2007: لم يشارك
- 2008: مرحلة المجموعات

## وصلات خارجية
- أخبار منتخب الخماسي من موقع الاتحاد العراقي لكرة القدم